# Латакунга (город)
Латаку́нга (исп. Latacunga) — город в горной части центрального Эквадора. Административный центр провинции Котопахи и кантона Латакунга. Население 77 267 человек (61 % населения провинции Котопахи , INEC, 2001), преимущественно метисы и индейцы.
Расположен недалеко от вулкана Котопахи на высоте 2919 метров над уровнем моря. Средняя годовая температура воздуха — 12 °C.